# مهدی فرد قادری
مهدی فرد قادری (زاده ۱۳۶۵) کارگردان، نویسنده و تهیه کننده اهل ایران است. اولین فیلم سینمایی او جاودانگی در یک پلان-سکانس ۱۴۵ دقیقه ای بدون کات در سال ۱۳۹۳ ساخته شد. اولین نمایش جاودانگی در بخش مسابقه فستیوال فیلم رم ایتالیا بود و با تحسین منتقدان بین المللی مواجه شد. بی وزنی دومین فیلم سینمایی این کارگردان با پلان های طولانی در سال ۱۳۹۷ ساخته شد. آزردگان عنوان سومین فیلم سینمایی فرد قادری است. اولین نمایش این فیلم در بخش مسابقه فستیوال فیلم شانگهای چین بود و ده دقیقه تشویق ایستاده تماشاگران این فستیوال را در پی داشت

## فعالیت حرفه‌ای

### فیلم های بلند
جاودانگی۱۳۹۳ اولین فیلم سینمایی او، در یک پلان-سکانس بدون کات در مدت زمان ۱۴۵ دقیقه ساخته شد و نخستین نمایش آن در بخش مسابقه اصلی جشنواره فیلم رم بود. جاودانگی در بیش از بیست جشنواره بین المللی از جمله در جشنواره فیلم مونیخ آلمان و جشنواره ترانسیلوانیا رومانی به نمایش در آمد و چندین جایزه بین‌المللی از جمله؛ جایزه بهترین فیلم جشنواره ایسکیا ایتالیا و جایزه بهترین فیلم جشنواره رویاها آمریکا را دریافت نمود. این فیلم در گروه هنر و تجربه در ایران اکران شد. 
بی وزنی ۱۳۹۷ دومین فیلم سینمایی او، متاثر از ادبیات رئالیسم جادویی و بر مبنای پلان های طولانی در مدت زمان ۱۰۰ دقیقه ساخته شد. بی وزنی در بیش از ده جشنواره بین المللی به نمایش درآمد و چندین جایزه بین‌المللی از جمله؛ جایزه بهترین فیلم جشنواره اینسولیتو پرو را دریافت کرد. این فیلم تنها چند روز در ایران اکران شد و پس از آن به دلیل شیوع ویروس و تعطیلی سینماها به مدت طولانی، تهیه کننده فیلم اعلام کرد از ادامه اکران انصراف می دهند.
آزردگان ۱۴۰۰ سومین فیلم سینمایی او، با ساختار اپیزودیک و در مدت زمان ۸۵ دقیقه ساخته شد. اولین نمایش بین المللی این فیلم در بخش مسابقه اصلی بیست و پنجمین دوره جشنواره فیلم شانگهای چین بود. آزردگان تا کنون در بیش از پانزده جشنواره بین المللی از جمله در جشنواره کرالا هند و جشنواره سنت لوئیس آمریکا به نمایش در آمده است و جایزه بهترین کارگردانی جشنواره های؛ تاج سامان تاجیکستان و فیلم های مستقل مکزیک را دریافت کرد.

#### فیلم های کوتاه
مهدی فرد قادری بعد از گذراندن دوره فیلمسازی در انجمن سینمای جوانان ایران، فعالیت سینمایی اش را با ساخت فیلم های کوتاه تجربه گرا در سال ۱۳۸۴ آغاز کرد. فیلم های کوتاه تناوب، دایره های معکوس، ماجرای یک شب بارانی سه گانه او در سینمای کوتاه است که در یک پلان-سکانس بدون کات کارگردانی کرد. همچینن فیلم های تجربی روایت آینه ای داستان های ساده، گلدانی که پاییز می شود، لذت های گناه آلود را ساخت.

##### فعالیت های دیگر
مهدی فرد قادری به عنوان تهیه کننده، فیلم پسر را در سال ۱۳۹۹ تهیه کرده است. این فیلم در جشنواره فیلم مسکو روسیه جایزه بهترین بازیگری را به دست آورد و در جشنواره های روتردام هلند و وایادولید اسپانیا به نمایش درآمد. 
فرد قادری در سال ۱۳۹۹ اولین کتاب خود را با عنوان «مردی که هیچ زنی دوستش نداشت» منتشر کرد. این رمان در گونه عاشقانه-جنایی در سه روز به چاپ دوم رسید.
مهدی فرد قادری تاکنون در چندین جشنواره بین المللی به عنوان داور حضور داشته است. در سال ۲۰۲۲ به عنوان رئیس هیئت داوران جشنواره اورسیا روسیه  و همچنین در جشنواره های یوتا آمریکا، ایسکیا ایتالیا و برنوشانزده جمهوری چک به عنوان عضو هیئت داوران حضور داشت.

## حواشی
در سال ۱۳۹۴ و در زمان اکران جاودانگی، این فیلم از سوی حوزه هنری تحربم شد. فرد قادری در مصاحبه ای از مدیران حوزه هنری خواست تا دلایل تحریم فیلم را اعلام کنند. پس از آن با حضور در یک برنامه تلویزیونی از مدیران هنر و تجربه، به دلیل اکران فیلم های گروه های دیگر در هنر و تجربه انتقاد کرد و خواستار قطع اکران فیلم های سینمای بدنه در این گروه شد. جواد نوروزبیگی و غلامرضا موسوی از حرف های او حمایت کردند. مدتی بعد همایون اسعدیان رئیس شورای نمایش با عذرخواهی از فیلمسازان گروه هنر و تجربه، اعلام کرد که فیلم های گروه های دیگر در هنر و تجربه دیگر به نمایش در نمی آید.

## فیلم‌ شناسی

### فیلم های سینمایی
| سال  | عنوان    | سمت      | سمت     | سمت            |
| سال  | عنوان    | کارگردان | نویسنده | تهیه کننده     |
| ---- | -------- | -------- | ------- | -------------- |
| ۱۳۹۳ | جاودانگی | آری      | آری     | جواد نوروزبیگی |
| ۱۳۹۷ | بی وزنی  | آری      | آری     | مرتضی شایسته   |
| ۱۴۰۰ | آزردگان  | آری      | آری     | آری            |

### فیلم های کوتاه
| سال  | عنوان                         | سمت      | سمت     | سمت        | قالب                 |
| سال  | عنوان                         | کارگردان | نویسنده | تهیه کننده | قالب                 |
| ---- | ----------------------------- | -------- | ------- | ---------- | -------------------- |
| ۱۳۸۴ | تناوب                         | آری      | آری     | نه         | تجربی (پلان-سکانس)   |
| ۱۳۸۷ | زندگی خورشید                  | آری      | آری     | آری        | مستند                |
| ۱۳۸۸ | گرامافون                      | آری      | آری     | آری        | داستانی              |
| ۱۳۸۹ | دایره های معکوس               | آری      | آری     | نه         | تجربی (پلان-سکانس)   |
| ۱۳۹۱ | روایت آینه ای داستان های ساده | آری      | آری     | آری        | تجربی                |
| ۱۳۹۳ | ماجرای یک شب بارانی           | آری      | آری     | نه         | داستانی (پلان-سکانس) |
| ۱۳۹۵ | گلدانی که پاییز می شود        | آری      | آری     | نه         | تجربی                |
| ۱۳۹۸ | لذت های گناه آلود             | آری      | آری     | نه         | تجربی                |

## جوایز و نامزدی‌ها (فیلم های بلند)
| سال  | فسیتوال                       | بخش              | فیلم     | نتیجه    | پیوست         |
| ---- | ----------------------------- | ---------------- | -------- | -------- | ------------- |
| ۲۰۱۶ | فستیوال فیلم رم ایتالیا       | مسابقه اصلی      | جاودانگی | نامزدشده | [ ۳۵ ]        |
| ۲۰۱۶ | فستیوال هانوی ویتنام          | بهترین فیلم      | جاودانگی | نامزدشده | [ ۳۶ ]        |
| ۲۰۱۷ | فستیوال فیلم مونیخ آلمان      | فیلم های مستقل   | جاودانگی | نامزدشده | [ ۳۷ ]        |
| ۲۰۱۷ | فستیوال ترانسیلوانیا رومانی   | بهترین فیلم      | جاودانگی | نامزدشده | [ ۳۸ ]        |
| ۲۰۱۷ | فستیوال فیلم ایسکیا ایتالیا   | بهترین فیلم      | جاودانگی | برنده    | [ ۳۹ ]        |
| ۲۰۱۷ | فستیوال فیلم رویاها آمریکا    | بهترین فیلم      | جاودانگی | برنده    | [ ۴۰ ]        |
| ۲۰۱۷ | فستیوال عشق آمریکا            | بهترین کارگردانی | جاودانگی | نامزدشده | [ ۴۱ ]        |
| ۲۰۱۷ | فستیوال میدلبوری آمریکا       | بهترین فیلم      | جاودانگی | نامزدشده | [ ۴۲ ]        |
| ۲۰۱۷ | فستیوال لوکانیا ایتالیا       | بهترین فیلم      | جاودانگی | نامزدشده | [ ۴۳ ]        |
| ۲۰۱۸ | فستیوال منار صوفیه بلغارستان  | بهترین فیلم      | جاودانگی | نامزدشده | [ ۴۴ ]        |
| ۲۰۲۰ | فستیوال اینسولیتو پرو         | بهترین فیلم      | بی وزنی  | برنده    | [ ۴۵ ]        |
| ۲۰۲۰ | آکادمی کارولینای شمالی آمریکا | جایزه ویژه       | بی وزنی  | برنده    | [ ۴۶ ] [ ۴۷ ] |
| ۲۰۲۰ | فستیوال فیلم ماراتن یونان     | تقدیر ویژه       | بی وزنی  | برنده    | [ ۴۸ ]        |
| ۲۰۲۰ | فستیوال فیلم ایسکیا ایتالیا   | بهترین فیلم      | بی وزنی  | نامزدشده | [ ۴۹ ]        |
| ۲۰۲۰ | فستیوال فیلم سالنتو ایتالیا   | بهترین فیلم      | بی وزنی  | نامزدشده | [ ۵۰ ]        |
| ۲۰۲۳ | فستیوال فیلم شانگهای چین      | بهترین فیلم      | آزردگان  | نامزدشده | [ ۵۱ ]        |
| ۲۰۲۳ | فستیوال فیلم سنت لوئیس آمریکا | بهترین فیلم      | آزردگان  | نامزدشده |               |
| ۲۰۲۴ | فستیوال فیلم کرالا هند        | بهترین فیلم      | آزردگان  | نامزدشده | [ ۵۲ ]        |
| ۲۰۲۴ | فستیوال تاج سامان تاجیکستان   | بهترین کارگردانی | آزردگان  | برنده    | [ ۵۳ ]        |
| ۲۰۲۴ | فستیوال فیلم های مستقل مکزیک  | بهترین کارگردانی | آزردگان  | برنده    | [ ۵۴ ]        |

## داوری ها
| عنوان            | فستیوال                               | کشور      | سال  | منبع   |
| ---------------- | ------------------------------------- | --------- | ---- | ------ |
| رئیس هیئت داوران | فستیوال بین المللی اوراسیا            | روسیه     | ۲۰۲۲ | [ ۵۵ ] |
| عضو هیئت داوران  | فستیوال بین المللی هنر یوتا           | آمریکا    | ۲۰۲۴ | [ ۵۶ ] |
| عضو هیئت داوران  | فستیوال بین المللی ایسکیا             | ایتالیا   | ۲۰۱۸ | [ ۵۷ ] |
| عضو هیئت داوران  | فستیوال فیلم های دانشجویی             | روسیه     | ۲۰۲۴ | [ ۵۸ ] |
| عضو هیئت داوران  | فستیوال بین المللی برنوشانزده         | جمهوری چک | ۲۰۱۶ | [ ۵۹ ] |
| عضو هیئت داوران  | فستیوال بین المللی فیلم های فانتزی    | روسیه     | ۲۰۲۰ | [ ۶۰ ] |
| عضو هیئت داوران  | فستیوال بین المللی فیلم های اول و دوم | قزاقستان  | ۲۰۲۲ | [ ۶۱ ] |
| عضو هیئت داوران  | فستیوال بین المللی بوگورا             | بنگلادش   | ۲۰۲۱ | [ ۶۲ ] |

## تهیه کنندگی
- فیلم سینمایی پسر ۱۳۹۹ [۶۳]

## کتاب ها
- رمان عاشقانه-جنایی مردی که هیچ زنی دوستش نداشت [۶۴]